# Сумароковы
Не путать с дворянами Сумароцкими (Герб. Часть X. № 37)
Сумароковы (Сумороковы) — несколько древних дворянских родов и графский род (1856).
При подаче документов (23 мая 1686) для внесения рода в Бархатную книгу, была предоставлена родословная роспись Сумароковых, жалованная поместная грамота старицкого князя Владимира Андреевича Думашу Фёдоровичу Сумарокову на деревню Бабынино Макульское и на два жеребья деревни Булгановское Селище в Вошанском стане Алексинского уезда (1559) и ввозная грамота Думашу Фёдоровичу на деревню Душегубово в Ростовском стане Кашинского уезда, против его поместья в Алексинском уезде (1566).
Род внесён в VI часть родословных книг Костромской, Пензенской, Саратовской, Тамбовской, Калужской и Тульской губерний.

## Происхождение и история рода
Имеется несколько версий происхождения рода:
1. По официальной версии и по сказаниям старинных родословцев, происходит от Левиса, выехавшего из Швеции к великому князю Василию Дмитриевичу, принявшего крещение с именем Иуды и испомещён на Великих Луках и в Ржеве Пустой[1]. Он имел шесть сыновей.
2. По другой версии, происходит из Литвы (где доныне существует фамилия Суморок), так как о Сумароковых упоминается в духовном завещании (1498) князя И. Ю. Патрикеева, потомка Гедимина.
3. Есть вероятность происхождения рода Сумароковых (Сумороковых) от дьяка Великого князя Дмитрия Константиновича суздальского и нижегородского — Ивана Суморокова. Он упомянут в местной грамоте (см. местничество) великого князя Дмитрия Константиновича (1368)[4].

Сумароков Иван Михайлович — воевода в походах: казанском (1544), шведском (1549), полоцком (1551). Алексей Иванович пожалован от Ивана Грозного поместьем в московском уезде (02 октября 1550). Опричниками Ивана Грозного числились: Никифор, Иван и Фёдор Сумароковы (1573). Семейка Сумароков был дьяком судных дел (1586), объезжий голова в Москве (1600—1601). Иван Богданович по прозванию Орёл — комнатный стольник царей Алексея Михайловича и Фёдора Алексеевича, на охоте спас жизнь царю Алексею Михайловичу, когда на него бросился медведь, убит в стрелецкий бунт (1682), как приверженец царевны Софии Алексеевны. Со второй половины XVII в. Сумароковы, служившие до того «по городам», начинают появляться в стольниках, стряпчих и т. п.

## Графы Сумароковы
По указу императора Александра II, данная Правительствующему Сенату (26 августа 1856), генерал-адъютант, генерал артиллерии Сергей Павлович Сумароков, в награду долговременной. отличной и усердной службы возведён в графское достоинство Российской империи, на которое (15 ноября 1857) пожалована грамота и (07 июня 1857) утверждён герб.

## Графы Сумароковы-Эльстон
По браку Ф. Н. Эльстона с графиней Сумароковой, ему было повелено (08 сентября 1856) к своей фамилии Эльстон прибавить фамилию Сумароков, графский титул и именоваться графом Сумароковым-Эльстоном.

### Известные представители
- граф Сумароков-Эльстон Феликс Николаевич (1820—1877) — генерал-лейтенант, начальник Кубанской области и атаман Кубанского казачьего войска, командующий войсками Харьковского военного округа в 1875—1877.
- граф Сумароков-Эльстон Сергей Феликсович (1853—1881) — поручик Кавалергардского полка, генерал-лейтенант, главный начальник Московского военного округа (1915), главноначальствующий Москвы (1915), сын предыдущего.
- граф Сумароков-Эльстон Феликс Феликсович (1856—1928) — адъютант московского генерал-губернатора, брат предыдущего.
- граф Сумароков-Эльстон Михаил Николаевич (1893—1970) — один из пионеров российского профессионального тенниса, участник Летней олимпиады 1912 года в Стокгольме в составе российской сборной, 8-кратный чемпион России по теннису, внук графа Феликса Николаевича.

## Князья Юсуповы, графы Сумароковы-Эльстон
Особым императорским указом в 1885 году графу Феликсу Феликсовичу Сумарокову-Эльстон (1856—1928), женатому к тому времени на княжне Зинаиде Николаевне Юсуповой, было разрешено, ввиду бездетности его тестя князя Николая Борисовича Юсупова после его смерти принять его титул и фамилию и именоваться князем Юсуповым, графом Сумароковым-Эльстон с передачей княжеского титула и фамилии Юсуповых старшему в роде. После смерти князя Н. Б. Юсупова 19 июля 1891 переход фамилии и титула был утвержден Правительствующим сенатом 2 декабря того же года.
Представители ветви:
- князь Юсупов Феликс Феликсович, граф Сумароков-Эльстон (1856—1928) с 1891 года.
- граф Сумароков-Эльстон Николай Феликсович (1883—1908) — театральный актёр-любитель, сын предыдущего. Впоследствии должен был унаследовать княжеский титул, однако был убит на дуэли мужем своей любовницы.
- граф Сумароков-Эльстон Феликс Феликсович (известный более как князь Феликс Феликсович Юсупов) (1887—1967) — основатель Русского общества Оксфордского университета, один из участников убийства Григория Распутина, брат предыдущего. Последний представитель рода по мужской линии.

Встречаются утверждения, что в 1892 старший сын князя Юсупова Николай Феликсович получил устное соизволение императора Александра III на именование полным титулом отца, однако формально он, равно как и его младший брат Феликс, оставался лишь графом Сумароковым-Эльстон, поскольку держателем титула князя и фамилии Юсупов оставался их отец как старший в роду.

## Иные Сумароковы
Существовали ещё три ветви дворян Сумароковых, связь которых с предыдущей линей не выяснено:
Потомство Кирилла Сумарокова, который жил в конце XVI века:
- Сумароков Любим Кириллович — кашинский помещик (1627).
- Сумароков Пётр Аввакумович — кашинский помещик (1648).
- Сумароковы: Харитон, Василий, Петр Любимовичи — кашинские помещики (1666).

Потомство Ивана Сумарокова:
- Сумароков Иван Фокич — романовец, за службу в войне с Польшей (1654—1656) пожалован вотчиной в Романовском уезде (1672).
- Сумароков Дмитрий Иванович — романовский городовой дворянин (1688).

Потомство Никифора Сумарокова:
- Сумароков Игнатий Борисович — служил по Симбирску (1700).
- Сумароков Илларион Игнатьевич — полковник в отставке (1762).
- Сумароков Николай Илларионович — полковник, бугульминский помещик (1797).

## Описание гербов

#### Герб Сумароковых 1785 г.
В Гербовнике Анисима Титовича Князева 1785 года имеется изображение печати с гербом Александра Петровича Сумарокова: в красном поле щита изображены две серебряные шпаги, вокруг которых четыре золотые пятиконечные звезды. Щит увенчан коронованным дворянским шлемом без шейного клейнода (нашлемник отсутствует). Цветовая гамма намёта не определена. Вокруг щита орденская лента с орденским крестом. Вверху по окружности девиз, вероятно ордена Святой Анны: «Amantibus justitiam pietatem fidem».

#### Герб. Часть II. № 82.
Дворянский герб Сумароковых: в щите имеющем красное поле изображены два серебряных меча, вокруг которых четыре серебряные розы. Щит увенчан обыкновенным дворянским шлемом с дворянской на нём короной. Намёт на щите красный, подложен серебром.
Известен герб Сумароковых с девизом на латыни: «Любящим справедливость, благочестие и верность».

#### Герб. Часть XII. № 18.
Герб графов Сумароковых: щит четверочастный, в первой и четвёртой золотых частях чёрный двуглавый орёл с червлёными (красными) языками. Во второй и третьей червлёных частях два серебряных скошено накрест положенных меча, сопровождаемые в углах четырьмя таковыми же розами о пяти лепестках. Щит увенчан графскою короною и тремя графскими коронованными шлемами. Нашлемники: средний возникающий Императорский орёл, на его груди золотой щиток с червлёным коронованным вензелем Александра II, правый и левый — два серебряных скошено накрест положенных меча, сопровождаемые вверху и по бокам тремя серебряными розами о пяти лепестках. Намёты: среднего шлема — чёрный с золотом, крайних — червлёный с серебром. Щитодержатели: справа — гвардейский артиллерист в парадной форме 1809 года с банником, слева тот же артиллерист в парадной форме 1856 года с фитилем. Девиз: «ОДНИМ ПУТЕМ БЕЗ ИЗГИБОВ» серебряными буквами на червлёной ленте.

## Известные представители
- Сумароков Иван Фёдорович Думаш — помещик Алексенского и Каширского уездов (1559), умер († до 1578).
- Сумароков Иван Никитич — пусторжевец, помещик Шелонской пятины (1578), полковой воевода в Юрьеве Ливонском (1579), размежевал земли с Польшей.
- Сумароков Фёдор Иванович — помещик Каширского уезда, на государевой службе (1579).
- Сумароков Гаврила Иванович — убит под Соколом († 1580).
- Сумароков Михаил Иванович — пусторжевский сын боярский (1594).
- Сумороков Василий Фёдорович — стольник патриарха Филарета (1627—1629), московский дворянин (1636—1640).
- Сумароков Алексей Иванович — патриарший стольник (1627—1629), московский дворянин (1629), воевода в Красноярске (1666—1676).
- Сумароков Лаврентий Иванович — воевода в Луху (1637—1639).
- Сумороковы: Филимон Юрьевич, Григорий Тарасович, Воин Иванович, Богдан Данилович, Богдан Дмитриевич, Савва, Степан, Игнатий и Алексей Алексеевичи, Иван и Алексей Лаврентьевичи, Алексей Иванович Меньшой — московские дворяне (1640—1677).
- Сумароков Никита Иванович — воевода в Невеле (1655).
- Сумароков Иван — воевода в Ополчке (1664), Полоцке (1665).
- Сумароков Иван Богданович — убит в стрелецкий бунт, как противник царевны Софьи Алексеевны (1682).
- Сумароков Василий Перфильевич — стольник, воевода в Угличе (1691).
- Сумароков Панкратий Богданович — стольник (1680—1686), стряпчий с ключом при царе Иване Алексеевиче (1692), получил дары от Петра I за неотлучное бытие при царе Фёдоре Алексеевиче и за многую и верную службу пожалован вотчиной в Пензенском уезде (25 июня 1696).
- Сумороковы: Порфирий и Леонтий Дмитриевичи, Иван Воинович, Иван Иванович — московские дворяне (1678—1692).
- Сумороковы: Иваны Большой и Меньшой Алексеевичи, Василий и Григорий Порфирьевичи — стряпчие (1692).
- Сумароковы: Кондратий Воинович, Иван Алексеевич, Андрей Алексеевич, Иван Игнатьевич, Матвей Иванович, Василий Тимофеевич — стольники (1690—1692).
- Сумароков Степан Акимович — стольник, воевода в Арзамасе (1695—1698)[6][7].
- Сумароков Пётр Панкратьевич (1692—1777) — тайный советник Императрицы Елизаветы Петровны, действительный тайный советник Императора Петра III[8], крестник Петра I.

- Его сын Александр (1717—1777) — русский поэт, писатель и драматург XVIII века.
- Павел Иванович Сумароков (1767—1846) — племянник известного писателя.
- Панкратий Платонович (1765—1813) — писатель, основатель сибирской журналистики.
- Сумароков Пётр Спиридонович (1709—1780) — послан (1730) Ягужинским в Митаву к Анне Иоанновне для предупреждения о замыслах верховников, позже был обер-шталмейстером и сенатором.